# Vasile cel Bătrân
Vasile cel Bătrân (n. secolul al III-lea d.Hr. – d. 350 d.Hr.) a fost un avocat și retor creștin din Cezareea Capadociei, cunoscut ca tată a cinci copii venerați ca sfinți: Vasile cel Mare, Grigore de Nyssa, Petru de Sevastia, Naucratie și Macrina cea Tânără. Este venerat la rândul său ca sfânt, iar ziua sa de prăznuire este 30 mai, împreună cu mama sa (Macrina cea Bătrână) și cu soția sa (Emilia din Cezareea).

## Biografie
Vasile era fiul unui creștin și al Macrinei cea Bătrână și se spune că s-a mutat cu familia sa într-o zonă muntoasă de pe țărmul Mării Negre pentru a scăpa de persecuția creștinilor din timpul împăratului Galerius (305-314). A crescut în localitatea Neocaesarea (azi orașul Niksar din Turcia) din regiunea Pontus. El ar fi fost, potrivit tradiției, un avocat și retor cunoscut în principal pentru virtuțile sale.
S-a căsătorit cu Emilia, o femeie virtuoasă provenită dintr-o familie bogată, și s-a stabilit în Cezareea Capadociei. Acolo Vasile și Emilia, cu ajutorul mamei lui, au format o familie care a avut o influență mare în istoria creștinismului. Dintre cei nouă copii ai lor (alte surse susțin că ar fi fost zece copii), cinci dintre ei sunt menționați cu numele lor și sunt considerați a fi sfinți: Vasile cel Mare, Grigore de Nyssa, Petru de Sevastia, Naucratie și Macrina cea Tânără. După moartea lui Vasile cel Bătrân, proprietatea familiei a fost transformată într-o comunitate monahală pentru călugărițe.

## Legături externe
- Santiebeati: Vasile cel Bătrân